# Мухин, Рудольф Фёдорович
Рудо́льф Фёдорович Му́хин (13 декабря 1935, Горький — 28 октября 1992) — советский и российский актёр театра и кино. Из-за специфической внешности сыграл большое количество ролей бандитов, браконьеров, амбалов, людей из народа.
В 1953 году, когда Рудольфу исполнилось 18 лет, семья переехала на постоянное жительство в Одессу.
Работал в Одесском ТЮЗе.
Трагическая смерть оборвала жизнь Рудольфа Фёдоровича в ночь с 27 октября на 28 октября 1992 года.
Похоронен на Таировском кладбище в Одессе.

## Избранная фильмография
1. 1958 — Добровольцы — эпизод (исполняет песню с одним из главных героев
2. 1966 — Неуловимые мстители — бандит
3. 1967 — Короткие встречи — эпизод (нет в титрах)
4. 1967 — Продавец воздуха — охранник
5. 1970 — Севастополь — матрос с «Гаджибея» (нет в титрах)
6. 1970 — Морской характер — морской пехотинец (нет в титрах)
7. 1972 — Последний гайдук — жандарм (нет в титрах)
8. 1973 — Солёный пёс — эпизод
9. 1975 — Порт — эпизод
10. 1977 — Волшебный голос Джельсомино — «врач»-тюремщик «санатория»
11. 1977 — Когда рядом мужчина — экспедитор
12. 1978 — Артём — агент охранки
13. 1978 — Квартет Гварнери — контрабандист
14. 1979 — Выгодный контракт — оперативник
15. 1979 — Место встречи изменить нельзя — водитель банды «Черная кошка»
16. 1979 — Цыган — браконьер
17. 1980 — Крупный разговор — шофер
18. 1981 — Золотые туфельки — шпик
19. 1982 — Женские радости и печали — морской пехотинец (нет в титрах)
20. 1982 — Взять живым — рядовой из роты Телегина, намеревавшийся сдаться фашистам
21. 1983 — Зелёный фургон — налетчик
22. 1983 — Я, сын трудового народа — партизан (нет в титрах)
23. 1985 — В поисках капитана Гранта — бандит
24. 1985 — Последняя инспекция — «Пугач» Филонов, бывший жандармский ротмистр (в титрах Ф.Мухин)
25. 1986 — Повод — Фомин, браконьер
26. 1986 — Секретный фарватер — немецкий подводник (нет в титрах)
27. 1988 — Белая кость — Ходжаев
28. 1988 — Передай дальше
29. 1988 — Ожог — приемщик стеклотары (нет в титрах)
30. 1988 — Утреннее шоссе — автослесарь (нет в титрах)
31. 1989 — Гу-га — штрафник
32. 1990 — Внимание: Ведьмы! — мужчина, везущий Сережу Курашова к психиатру
33. 1990 — Морской волк — Брит
34. 1990 — Овраги — колхозник (нет в титрах)
35. 1991 — Курьер на Восток — эпизод
36. 1991 — Не стреляйте в меня, пожалуйста
37. 1991 — Однажды в Одессе, или Как уехать из СССР — лейтенант